# Thagria periserrula
Thagria periserrula är en insektsart som beskrevs av Zhang 1994. Thagria periserrula ingår i släktet Thagria och familjen dvärgstritar. Inga underarter finns listade i Catalogue of Life.